# Tonalamatl

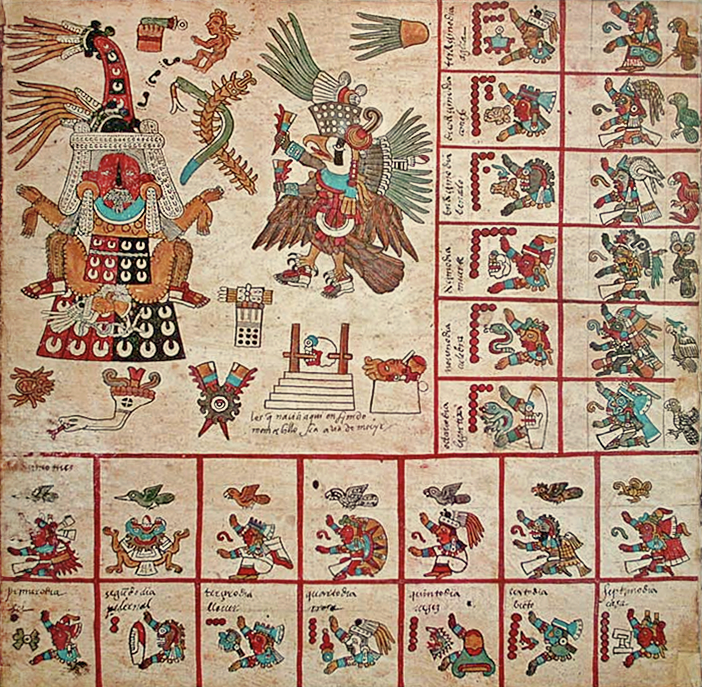
Page 13 du Codex Borbonicus, montrant la 13^{è} treizaine du calendrier aztèque.

Un « tonalamatl » (mot nahuatl composé des termes « tonalli » et « amatl » et qui peut à ce titre se traduire par les expressions « livre des destins » ou « livre des jours ») est un codex calendaire divinatoire nahua.
Les Aztèques croyaient à l'influence des dieux sur leur « tonalli » déterminant leur destin. En fonction du calendrier rituel, les jours pouvaient être favorables, neutres ou néfastes à certaines activités. Le tonalamatl permettait aux « tonalpouhque » (« ceux qui tiennent les comptes des jours », « ceux qui savent lire le destin ») d'interpréter les influences propices ou néfastes des dieux pour chaque jour de l'année. Ils consultaient ce calendrier divinatoire pour réaliser toute sorte de prophéties : savoir quel était le jour le plus propice pour que les pochtecas partent sur les routes, pour que les chefs militaires débutent une guerre, pour les mariages, les travaux des champs mais surtout prédire le « tonalli », c’est-à-dire le destin des nouveau-nés.